# Ruhrtriennale
Die Ruhrtriennale ist ein internationales Festival für Musiktheater, Schauspiel, Tanz, Performance, Musik und Bildende Kunst im Ruhrgebiet. Sie findet seit 2002 jährlich im August und September unter einer alle drei Jahre wechselnden Intendanz statt.

## Spielstätten

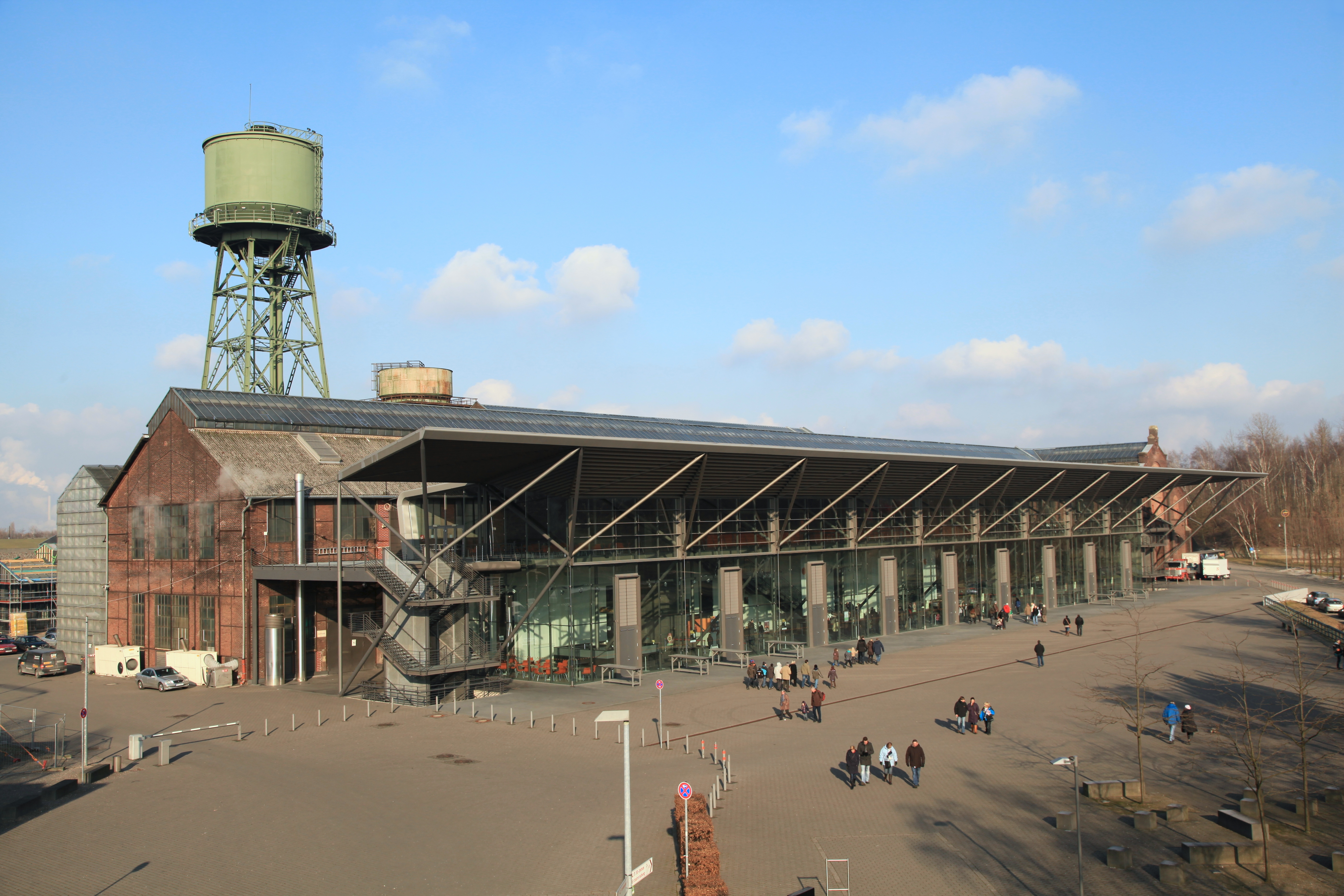
Die Jahrhunderthalle in Bochum

Schauplätze der Ruhrtriennale sind die Industriedenkmäler der Region, die größtenteils während der Internationalen Bauausstellung Emscher Park von 1989 bis 1999 in Orte für Kunst an der Schnittstelle von Musik, Theater, Tanz, Performance und Bildender Kunst umgewidmet wurden. Im Zentrum stehen spartenübergreifende Produktionen, häufig Uraufführungen und Neuinszenierungen, die den Besonderheiten der jeweiligen Spielstätten künstlerisch begegnen: Musiktheater, Schauspiel und Tanz verbinden sich in ehemaligen Maschinenhallen und Kokereien mit gegenwärtigen Entwicklungen in der Bildenden Kunst, der Klassischen Musik sowie der Popmusik. Die Jahrhunderthalle in Bochum mit der angrenzenden Turbinenhalle und dem Dampfgebläsehaus bildet das Zentrum der Ruhrtriennale.
Weitere Spielstätten sind unter anderem:
- Gebläsehalle, Kraftzentrale und Gießhalle im Landschaftspark Duisburg-Nord
- Mischanlage, Salzlager und PACT Zollverein, Zeche Zollverein, Essen
- Maschinenhaus der Zeche Carl, Essen
- 2012 erstmals das Museum Folkwang, Essen
- Maschinenhalle der Zeche Zweckel, Gladbeck
- Halde Haniel, Bottrop
- Zeche Zollern, Dortmund
- Zeche Lohberg, Dinslaken
- Ringlokschuppen, Mülheim an der Ruhr

## Gründung der Ruhrtriennale
Mit dem Ende der Internationalen Bauausstellung Emscher Park (IBA) im Jahre 1999 stellte sich die Frage nach langfristigen Nutzungsmöglichkeiten und Zukunftsperspektiven der sanierten Industriedenkmäler. Gleichzeitig arbeitete die nordrhein-westfälische Landesregierung an Plänen, die der nachhaltigen internationalen Profilierung Nordrhein-Westfalens dienen sollten. Die Diskussion umfasste den wirtschaftlichen, sozialen und kulturellen Strukturwandel. Eine wesentliche Anregung der IBA unter der Leitung von Karl Ganser, ein dezentrales Kunstfest für das Ruhrgebiet zu schaffen, eröffnete die historische Chance: Die vor dem Verfall geretteten und ins ästhetische Bewusstsein gerückten Hallen, stillgelegten Zechen und Kraftwerke erwiesen sich als gut geeignet für neue Formen künstlerischer Auseinandersetzung. Peter Landmann, der erste Geschäftsführer der Ruhrtriennale, fasste rückblickend die zentralen Überlegungen zusammen „[…] eine neuartige Veranstaltungsorganisation zu schaffen: nicht an einen bestimmten Spielort gebunden, spartenübergreifend und flexibel in Projekten arbeitend“.
Am 18. Dezember 2000 wurde die Idee der Ruhrtriennale auf einer Pressekonferenz im Düsseldorfer Stadttor vorgestellt.

## Geschichte der Intendanzen
Die Ruhrtriennale findet seit 2002 unter einer alle drei Jahre wechselnden künstlerischen Leitung statt:
- Gerard Mortier (2002–2004)
  - Gründungsintendant, 2004 auch Intendant der Ruhrfestspiele

- Jürgen Flimm (2005–2007, verlängert bis 2008)
  - Verbindendes Thema von Flimms erster Spielzeit war der Zusammenhang von Industrialisierung und Romantik.[3] Auch im zweiten und dritten Jahr bildeten Epochen thematische Schwerpunkte: 2006 stand der Mensch des Barock im Zentrum[4], das Programm im Jahr 2007 beschäftigte sich mit dem Mittelalter.[5]
  - Nach dem Tod der designierten Intendantin Marie Zimmermann im April 2007 erklärte sich Jürgen Flimm bereit, zusammen mit Jürgen Krings auch die Spielzeit 2008 zu leiten. Marie Zimmermanns Beschäftigung mit dem „Fremden“ war daher auch das Leitmotiv: „Aus der Fremde“.[6]

- Willy Decker (2009–2011)
  - Unter Deckers Leitung erforschte die Ruhrtriennale in den drei Spielzeiten die Beziehung von Kunst und Kreativität einerseits und Religion andererseits.
  - Im Jahr 2009 richtete sich dabei der Blick auf den jüdischen Kulturkreis[7], 2010 auf die islamische[8] und schließlich 2011 auf die buddhistische Kultur.[9]

- Heiner Goebbels (2012–2014)[10]
  - Unter Goebbels’ Leitung führte die Ruhrtriennale den Untertitel International Festival of the Arts ein mit einer Akzentuierung auf der Bildenden Kunst.[11]

- Johan Simons (2015–2017)[12]
  - Simons formulierte als eine seiner Programmatiken, „[...] mit allen unseren Kräften die Annäherung an die Bewohner des Ruhrgebiets [zu] suchen, an die Arbeitenden und an die Arbeitslosen“.[13]

- Stefanie Carp (2018–2020)
  - Stefanie Carp arbeitete eng verbunden mit dem Schweizer Theaterregisseur und Musiker Christoph Marthaler als „artiste associé“.[14]
  - Um den Auftritt des kamerunischen Historikers, Philosophen und Postkolonialismus-Theoretikers Achille Mbembe als Redner der Ruhrtriennale 2020 setzte sich eine mediale Kontroverse fort: Mbembe wurden u. a. die Relativierung des Holocausts vorgeworfen.[15][16]
  - Wegen der COVID-19-Pandemie wurde die Ruhrtriennale 2020 abgesagt.

- Barbara Frey (2021–2023)[17][18]

- Ivo van Hove (2024–2026)

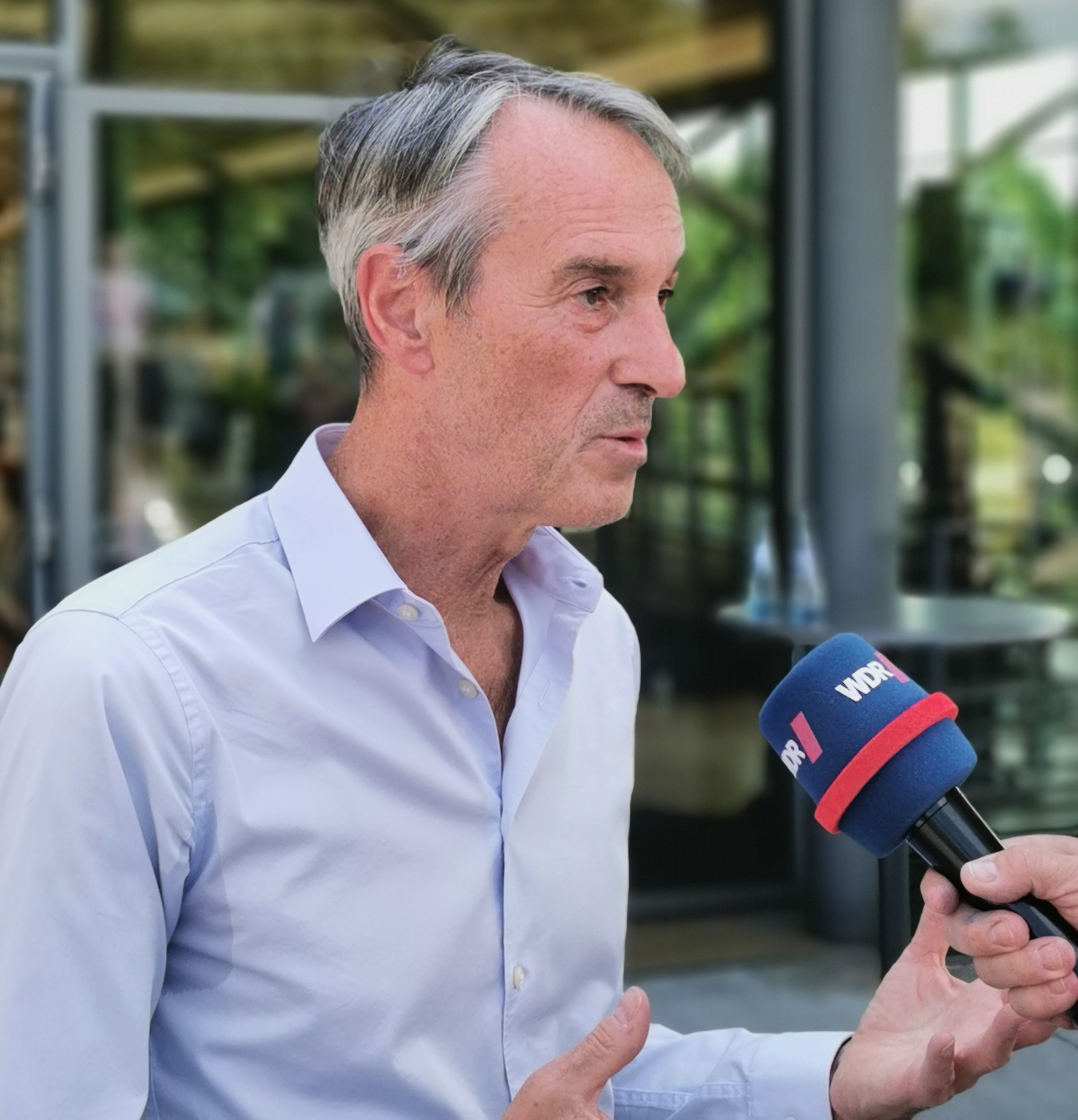
Ivo van Hove (2024)

  - Die Intendanz der Ruhrtriennale 2024 bis 2026 übernimmt der belgische Theaterregisseur und künstlerischer Leiter des Internationaal Theater Amsterdam, Ivo van Hove.[19]
- Lydia Steier (ab 2027)[20]

## Künstler und Reihen

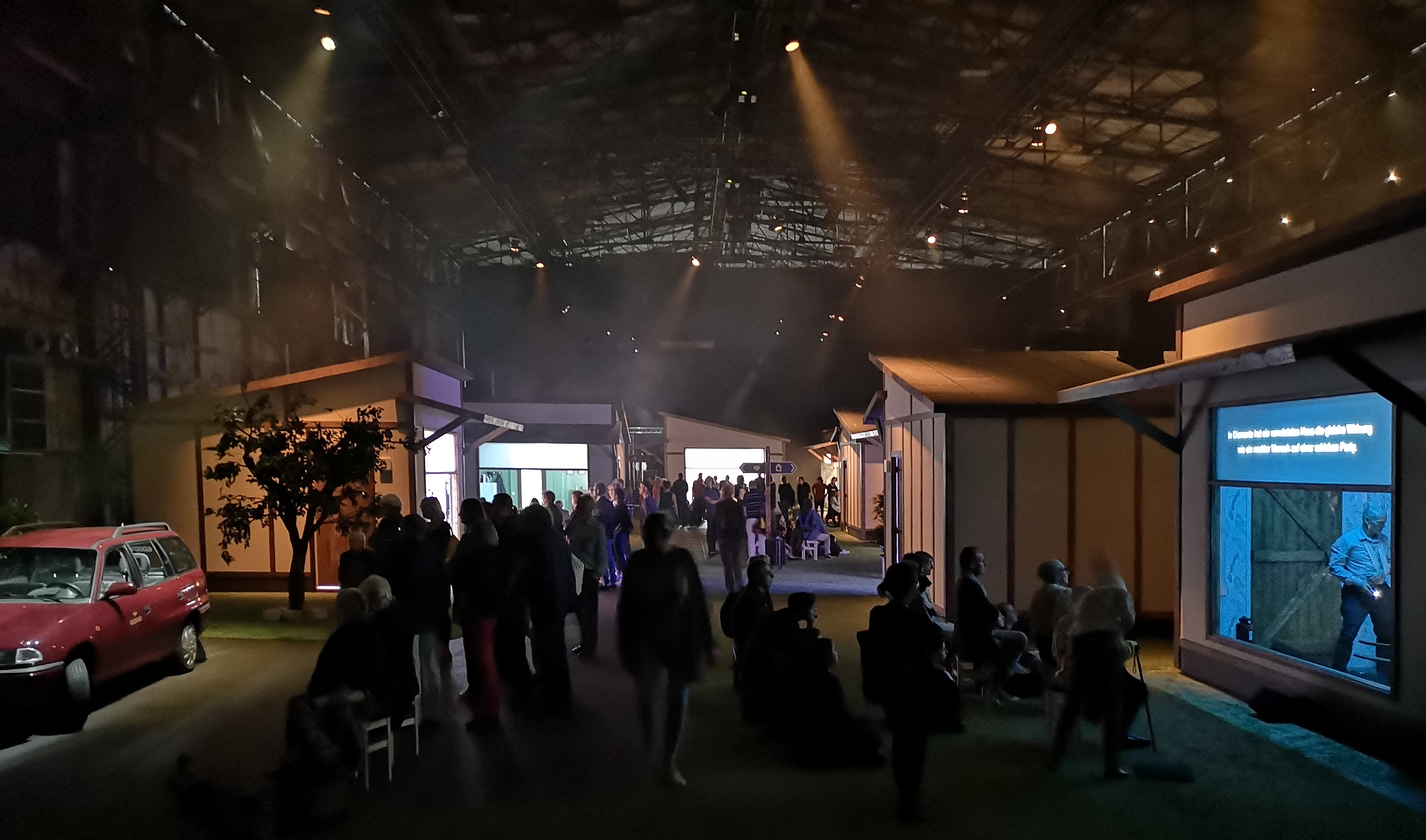
Ruhrtriennale, 2018

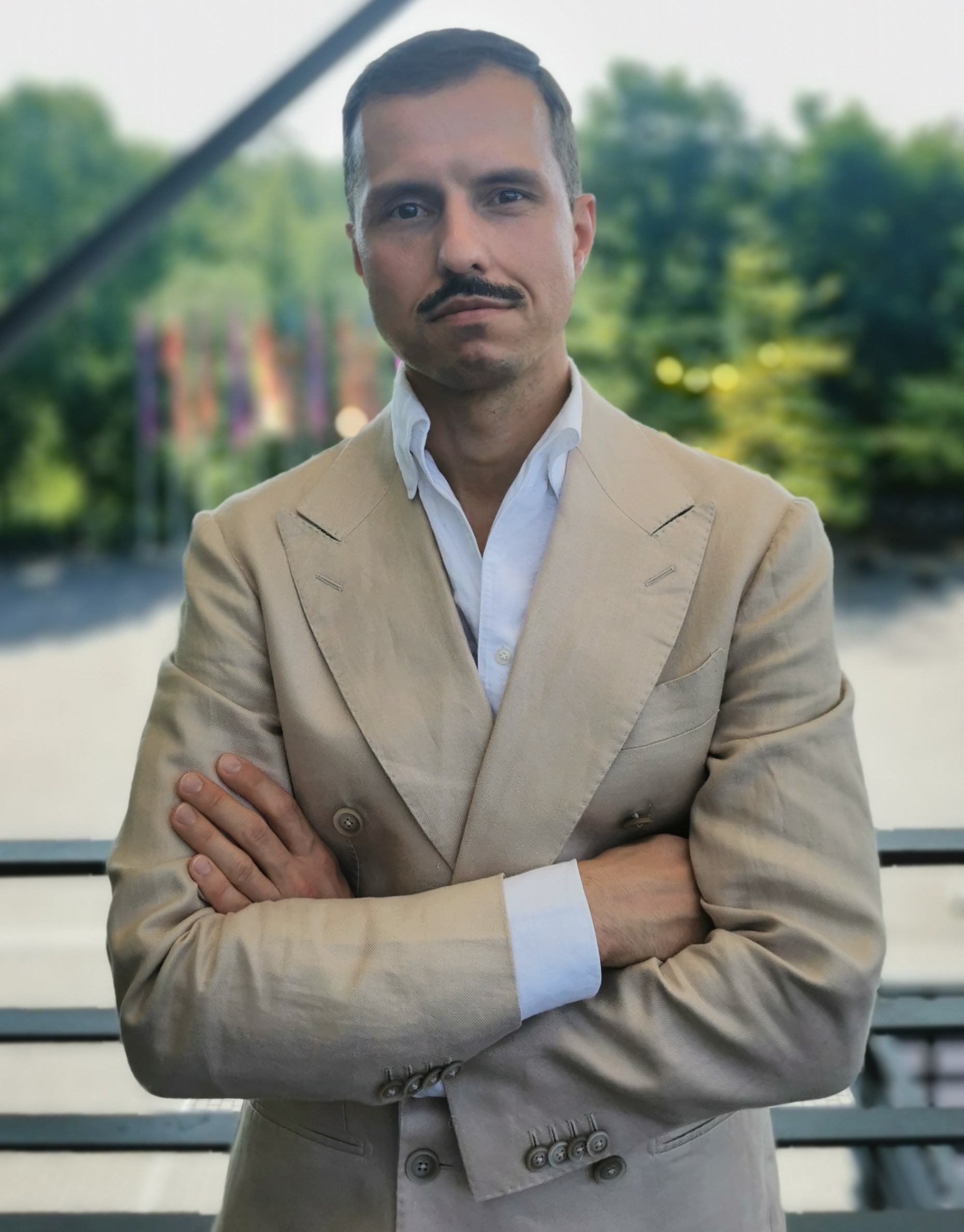
Krystian Lada (2024), Regisseur der Musiktheater-Installation „Abendzauber“ und Direktor des künstlerischen Programms der Ruhrtriennale 2024–26

Von 2003 bis 2010 fand die Konzertreihe Century of Song statt, in der sich internationale Songwriter mit den Traditionen des popular song auseinandersetzten. Nach acht Spielzeiten unter der Leitung von Thomas Wördehoff kam es 2010 zu einer konzeptionellen Veränderung: Der Titel blieb erhalten, aber die inhaltliche Ausrichtung rückte stärker an die Themenkreise heran, die das Festivalgeschehen jeweils bestimmen. Neuer Kurator der Konzertreihe war Christoph Gurk, bevor die Reihe 2011 eingestellt wurde. Auch ab 2012 fanden weiterhin Konzerte statt, die allerdings nicht mehr unter dem Titel Century of Song stehen.
Einige Produktionen der Ruhrtriennale waren international zu sehen:
David Pountneys Inszenierung von Bernd Alois Zimmermanns Oper Die Soldaten war 2008 in New York zu sehen.
Im Januar 2009 war an der Opéra de Lyon Willy Deckers Inszenierung von Le vin herbé von Frank Martin zu sehen, mit der 2007 die Ruhrtriennale eröffnet worden war.
Christoph Schlingensiefs Fluxus-Oratorium Eine Kirche der Angst vor dem Fremden in mir aus dem Jahr 2008 eröffnete am 1. Mai 2009 das Berliner Theatertreffen. Außerdem gastierte diese Produktion beim Holland Festival in Amsterdam im Juni 2009.
Seit 2012 wurde mehr Wert darauf gelegt, Eigenproduktionen der Ruhrtriennale auch an anderen Orten zu zeigen. Unter dem Titel Tourtriennale sind zahlreiche Produktionen auf Tour und werden weltweit gezeigt.

## Inszenierungen der Ruhrtriennale (Auswahl)
| Jahr | Produktion                                   | Mitwirkende | Genre                  |
| ---- | -------------------------------------------- | --- | ---------------------- |
| 2002 | Hollywood Elegien. Lieder aus dem Exil       | Regie: Schorsch Kamerun, Komposition: Hanns Eisler                                                                        |                        |
| 2003 | Wolf                                         | Regie: Alain Platel, Musikalische Leitung: Sylvain Cambreling, Komposition: Wolfgang Amadeus Mozart                       |                        |
| 2004 | Le dernier Caravansérail (Odyssées)          | Regie: Ariane Mnouchkine                                                                                                  |                        |
| 2005 | Nächte unter Tage                            | Regie: Andrea Breth | Szenische Installation |
| 2006 | Die Soldaten                                 | Regie: David Pountney, Musikalische Leitung: Steven Sloane, Komposition: Bernd Alois Zimmermann                           | Oper                   |
| 2007 | Requiem für eine Metamorphose                | Regie: Jan Fabre, Musikalische Leitung: Serge Verstockt                                                                   |                        |
| 2008 | Eine Kirche der Angst vor dem Fremden in mir | Regie: Christoph Schlingensief, Dramaturgie: Carl Hegemann                                                                | Fluxus-Oratorium       |
| 2009 | Moses und Aron                               | Regie: Willy Decker, Komposition: Arnold Schönberg                                                                        | Musiktheater           |
| 2010 | Verrücktes Blut                              | Regie: Nurcan Erpulat, Dramaturgie: Jens Hillje                                                                           | Schauspiel             |
| 2011 | Tristan und Isolde                           | Regie: Willy Decker, Musikalische Leitung: Kirill Petrenko                                                                | Musiktheater           |
| 2012 | Europeras 1&2                                | Regie: Heiner Goebbels, Theater und Musik: John Cage                                                                      | Oper                   |
| 2013 | Delusion of the Fury                         | Regie: Heiner Goebbels, Komposition: Harry Partch                                                                         | Musiktheater           |
| 2014 | De Materie                                   | Regie: Heiner Goebbels, Musikalische Leitung: Peter Rundel, Komposition: Louis Andriessen                                 | Musiktheater           |
| 2015 | Accattone                                    | Regie: Johan Simons, Musikalische Leitung: Philippe Herreweghe / Christoph Siebert, Komposition: Johann Sebastian Bach    | Musiktheater           |
| 2016 | Urban Prayers Ruhr                           | Regie: Johan Simons, Musikalische Leitung: Florian Helgath, Konzept und künstlerische Leitung: Björn Bicker, Malte Jelden | Schauspiel             |
| 2017 | Pelléas et Mélisande                         | Regie: Krzysztof Warlikowski, Musikalische Leitung: Sylvain Cambreling, Komposition: Claude Debussy                       | Musiktheater           |
| 2018 | Universe, Incomplete                         | Regie: Christoph Marthaler, Musikalische Leitung: Titus Engel                                                             | Musiktheater           |
| 2019 | Nach den letzten Tagen                       | Regie: Christoph Marthaler, Musikalische Leitung: Ulrich Fussenegger, Texte und Komposition: Stefanie Carp                | Musiktheater           |
| 2021 | Der Untergang des Hauses Usher               | Regie: Barbara Frey, Autor: Edgar Allan Poe                                                                               | Schauspiel             |
| 2021 | A Divine Comedy                              | Regie: Florentina Holzinger                                                                                               | Tanz                   |
| 2021 | Bählamms Fest                                | Regie: Dead Centre, Musikalische Leitung: Sylvain Cambreling, Komposition: Olga Neuwirth, Libretto: Elfriede Jelinek      | Musiktheater           |
| 2022 | Das weite Land                               | Regie: Barbara Frey, Autor: Arthur Schnitzler                                                                             | Schauspiel             |
| 2022 | Euphoria                                     | Buch, Regie, Produktion: Julian Rosefeldt, Musik: Samy Moussa                                                             | Installation           |
| 2022 | Respublika                                   | Regie: Łukasz Twarkowski                                                                                                  | Schauspiel             |

## Organisation
Träger der Ruhrtriennale ist die Kultur Ruhr GmbH mit Sitz in Bochum, deren Gesellschafter das Land Nordrhein-Westfalen und der Regionalverband Ruhr sind. Die Kulturstiftung des Bundes und die Kunststiftung NRW u. a. fördern darüber hinaus zahlreiche Einzelproduktionen. Die drei weiteren Programmsäulen der Kultur Ruhr GmbH, das Chorwerk Ruhr, Urbane Künste Ruhr und die Tanzlandschaft Ruhr liefern neben ihrer eigentlichen programmatischen Arbeit einen regelmäßigen künstlerischen Beitrag zur Ruhrtriennale. Der Jahresetat beträgt rund 15 Millionen Euro und kommt zum großen Teil vom Land Nordrhein-Westfalen.
Unter der Intendanz von Jürgen Flimm wurde ein Kuratorium eingerichtet, dem unter anderem Alfred Biolek, Dieter Gorny und Michael Vesper angehörten. 2005 gründete sich unter der Leitung von Michael Vesper der Verein der Freunde und Förderer der Ruhrtriennale.